# Miguel Canto
Miguel Angel Canto Solis, noto solamente come Miguel Canto (Mérida, 30 gennaio 1948), è un ex pugile messicano, Campione mondiale lineare e WBC dei pesi mosca dal 1975 al 1979.

## La carriera
Professionista dal 1969, rappresentò uno di quei rari casi nella storia della boxe in cui, come accadde anche ad Alexis Argüello, Henry Armstrong, Bernard Hopkins, un pugile iniziò la carriera con una sconfitta per diventare in seguito campione del mondo.
Ebbe la prima chance di combattere per la cintura mondiale il 4 agosto del 1973, a Maracaibo, contro il venezuelano Betulio González per il titolo WBC allora vacante. Canto, che combatteva per la prima volta all'estero, riuscì a concludere tutte le quindici riprese e perse soltanto con verdetto contrastato, in casa del più esperto avversario, già detentore del titolo.
Ottenne una seconda chance l'8 gennaio 1975, contro il nuovo campione mondiale WBC Shōji Oguma, sul ring di Sendai. Batté il giapponese ai punti in quindici round e conquistò la cintura mondiale e lo status di campione lineare .
Alla prima difesa il messicano affrontò quel Betulio González da cui era stato battuto a Maracaibo nel 1973. Il match si svolse nella Plaza de Toros Monumentál di Monterey, in Messico. Canto si prese la rivincita su González battendolo ai punti in quindici riprese, ma uno dei tre giudici aveva visto vincitore il venezuelano, anche se per un solo punto. 
Seguirono altre tredici difese vittoriose. Il 23 agosto 1975 sconfisse Jiro Takada per knock-out tecnico all’11º round. Il panamense Ignacio Espinal cedette invece ai punti in quindici riprese. Il 15 maggio 1976 Canto batté ai punti l’altro giapponese Susumu Hanagata. Fu allestito allora un terzo incontro con Betulio González che terminò nuovamente con la vittoria ai punti del messicano, sul ring avverso di Caracas. Un mese dopo, Canto mantenne la cintura mondiale contro Orlando Javierto, a Los Angeles, sempre ai punti.
Il 24 aprile 1977, Canto si esibì nuovamente a Caracas, per battere ai punti Reyes Arnal. Due mesi dopo volò a Tokyo e batté ai punti Kimio Furesawa. Il 17 settembre 1977 si esibì nella città natale di Mérida contro il cileno Martin Vargas che batté ai punti. Successivamente concesse la rivincita a Vargas, accettando di combattere a Santiago, il 30 novembre dello stesso anno. Il risultato fu identico.
Nel 1978, Canto concesse rivincita e terzo incontro al suo antico avversario Shōji Oguma, entrambe le volte in Giappone. La prima volta uscì vincitore con verdetto contrastato; la seconda con verdetto unanime. A Houston accettò la sfida del filippino Facomrom Vibonchai e riuscì vincitore ancora una volta ai punti, con verdetto contrastato.
Il 10 febbraio 1979, mise in palio il titolo mondiale per la quattordicesima volta contro il connazionale Antonio Avelar, futuro campione del mondo, ottenendo l’ennesima vittoria ai punti. Gli fu invece fatale la trasferta a Pusan contro il sudcoreano Chan Hee Park che, il 18 marzo successivo gli strappò ai punti la cintura mondiale. La rivincita, disputata a Seul il 9 settembre dello stesso anno si concluse con un ininfluente pari che lasciò il titolo nei guantoni del sudcoreano.
Miguel Canto si è ritirato dal pugilato nel 1982. La International Boxing Hall of Fame lo ha ammesso fra i più grandi pugili di ogni tempo. Nel 1994 la rivista Ring Magazine lo ha collocato al secondo posto in una classifica dei pesi mosca della storia del pugilato dietro solo al "pioniere" Jimmy Wilde. Nel 2002 la medesima rivista lo ha inserito al 37º posto in quella degli 80 migliori pugili degli ultimi 80 anni.

## Caratteristiche tecniche
Secondo il giornalista specializzato Giuliano Orlando, Miguel Canto, contrariamente all'indole tambureggiante della maggior parte dei pugili messicani, per molti anni seppe offrire «una boxe ragionata, impreziosita da una scherma completa e così perfetta da mascherare la scarsa potenza dei pugni». Va comunque considerato il dominatore della sua categoria negli anni settanta.